# Amorg od Karije (pretendent)
Amorg od Karije je bio nezakoniti sin Pisutna, satrapa Lidije. Kao satrap Karije Nastavio je očevu pobunu protiv Darija II., vladara Perzijskog Carstva.

## Pozadina
Amorgov otac Pisutno vladao je kao satrap Lidije dva desetljeća, kada je 420. pr. Kr. iz nepoznatih razloga pokrenuo pobunu protiv perzijskog vladara Darija II. Poznato je kako je Pisutno okupio plaćenike iz Grčke, gdje je upravo završio Arhidamov rat (431. – 421. pr. Kr.). Veliki kralj je potom u Lidiju poslao perzijskog plemića Tisaferna s posebnim zadatkom da podijeli plaćenićku vojsku, što je ovaj uspješno obavio 415. pr. Kr., te zarobio Pisutna pozvavši ga na pregovore gdje je uhićen. Nakon toga pobunjenik je poslan Dariju II. koji ga je dao pogubiti.

## Politički život
Pisutnovo smaknuće nije prekinulo pobunu, budući kako je njegov nezakoniti sin Amorg nastavio s ustankom u Kariji gdje je zauzeo luku Ias (između Mileta i Halikarnasa). Kao i njegov otac, Amorg je primio veliku pomoć od Atenjana, koji su često brodovima pristajali u luku Ias. Povijesni dokument iz Atene koji spominje financiranje generala u Efezu vjerojano se odnosi na samog Amorga.
Tisafern je potom dobio naredbe da se riješi Amorga, no atenska mornarica u Egejskom moru otežavala je mogućnost opsade luke Ias. Ipak, nakon katastrofalne sicilijanske ekspedicije 413. pr. Kr. Atenina moć znatno slabi, a Spartanci odlučuju nastaviti Peloponeski rat (razdoblje „Dekelejskog rata“). Tisafern istovremeno nudi Spartancima pomoć, pa je 412. pr. Kr. sklopljen sporazum prema čijim je odrebama „svaki neprijatelj perzijskog vladara ujedno i spartanski neprijatelj“. Ovo se načelo prije svega odnosilo na samog Amorga.
Spartanci su postupili prema sporazumu, pa su tijekom zime 412. na 411. pr. Kr. isplovili prema luci Ias. Vidjevši kako pristižu trireme, mještani su pomislili kako su atenske pa su im potrčali u sustret. Ipak, kada su shvatili koga su dočekali s dobrodošlicom bilo je prekasno, a Amorg je uhićen i predan Tisafernu.

## Značaj
Amorgovo uhićenje označilo je kraj pobune u satrapiji Kariji. Spartansko-perzijski sporazum je redefiniran i Tisafern više nije tražio od spartanske vojske da sudjeluju u ratovima protiv pobunjenika. Atenski zapovjednik Frinih koji je možda bio u stanju spriječiti ovakav razvoj događaja u međuvremenu je optužen za izdaju. Atenska potpora pobuni Amorga dovela je do perzijske potpore Sparti odnosno atenskog poraza u Peloponeskom ratu. O tome je pisao i atenski logograf Andokid u svome djelu „O miru“.

## Poveznice
- Pisutno
- Tisafern
- Darije II.
- Peloponeski rat

## Vanjske poveznice
- Amorg (Amorges), AncientLibrary.com  Arhivirana inačica izvorne stranice od 21. studenoga 2009. (Wayback Machine)
- Amorg (Livius.org, Jona Lendering)  Arhivirana inačica izvorne stranice od 26. srpnja 2015. (Wayback Machine)